# Вілфрід Ле Грос Кларк
Сер Вілфрід Едвард Ле Гро Кларк (англ. Wilfrid Le Gros Clark; 5 червня 1895 — 28 червня 1971) — британський хірург, приматолог та палеоантрополог. Тепер його найкраще пам'ятають за внесок у вивчення еволюції людини.

## Освіта
Ле Гро Кларк отримав освіту у школі Бландел і згодом вступив до Медичної школи Святого Томаса в Ламбет.

## Професійні здобутки
Після закінчення Медичної школи він відразу приєднався до Королівської армії як лікар і був відправлений до Франції. На початку 1918 року він захворів на дифтерію і був відправлений на реабілітацію до Англії, після чого залишок війни він провів лікарем у ''8 лікарні '' у Вімері на півночі Франції.
Коробка карт, що містить мікрофотографії і замітки про характерні особливості з гістології та демонстраційні слайди по центральній нервовій системі була зібрана Уілфрідом Ле Гро Кларком. 
Після періоду роботи в Департаменті Анатомії в лікарні медичної школи Святого Томаса, він був призначений як головний санітарний лікар до уряду британської колонії Саравак (на о.Калімантан). Згодом він був призначений професором анатомії в лікарні медичної школи Святого Варфоломія, з подальшим періодом роботи професором анатомії в лікарні медичної школи Святого Фоми і, нарешті, в 1934 році він був запрошений зайняти посаду професора анатомії (завідувача Департаменту Анатомії) в Оксфордському університеті.  У наступному році він був обраний членом Королівського товариства
У 1953 році, Ле Гро Кларк був одним з трьох науковців (інші Джозеф Вейнер і Кеннет Оуклі), котрі довели, що пільтдаунська людина була підробкою.
Він був нагороджений  медаллю Королівського товариства в 1961 році. Також він був  обраний президентом анатомічного товариства Великої Британії та Ірландії  з 1951 по 1953 
Документи, пов'язані з Ле Гро Кларком, його дідом доктором Фредеріком Ле Гро Кларком і його братом Сирілом Ле Гро Кларком (колишнім головним секретарем Сараваку, котрий був убитий японцями в 1945 році після періоду утримання під вартою у таборі Бату Лінтан на острові Борнео) були передані на зберігання до Бодлеанської бібліотеки (Спеціальні Колекції і Західні рукописи) в Оксфордському університеті. Протягом своєї кар'єри Ле Гро Кларк опублікував численні статті з еволюції людини та палеонтології.